# Alfred Andriola
Pour les articles homonymes, voir Andriola.
Alfred Andriola (né le 24 mai 1912 à New York et le mort le 29 mars 1983) est un auteur de bande dessinée américain, créateur en 1943 du comic strip Kerry Drake.

## Biographie
Alfred Andriola étudie le journalisme à l'université Columbia, puis entre en 1935 au studio de Noel Sickles où il travaille sur Scorchy Smith puis sur Terry and the Pirates aux côtés de Milton Caniff.
De 1938 à 1942 il adapte en bande dessinée Charlie Chan pour le McNaught Syndicate, assisté par Charles Raab.
En 1943, il anime Captain Triumph dans Crack Comics, et Dan Dunn avec le scénariste Allen Saunders. C'est avec ce scénariste qu'il crée la série Kerry Drake, qu'il animera jusqu'à sa mort.

## Prix et récompenses
- 1971 : prix Reuben pour Kerry Drake
- 1971 : Té d'argent de la National Cartoonists Society

### Documentation
- Édouard François, « Alfred Andriola », Phénix, no 21,‎ 1972, p. 3-5.
- Patrick Gaumer, « Andriola, Alfred », dans Dictionnaire mondial de la BD, Paris, Larousse, 2010 (ISBN 9782035843319), p. 22.